# Edith Piaf 100e anniversaire
Edith Piaf 100e Anniversaire Édith Piaf születésének 100. évfordulójára kiadott album, amely 2 lemezt tartalmaz.
A Piaf által előadott dalok annyira népszerűek, hogy magyar változatban is megjelentek

## Első CD dalai
| 1.    | La vie en rose                                          | Édith Piaf, Louiguy                              | 3:05 |
| 2.    | Les trois cloches (with Les Compagnons de la Chanson)   | Jean Villard                                     | 4:06 |
| 3.    | Les amants de Paris                                     | Eddie Marnay, Léo Ferré                          | 3:08 |
| 4.    | Le prisonnier de la tour                                | Gérard Calvi, Franchis Blanche                   | 3:11 |
| 5.    | Bal dans ma rue                                         | Michel Emer                                      | 3:03 |
| 6.    | Hymne à l’amour                                         | Édith Piaf, Marguerite Monnot                    | 2:22 |
| 7.    | Mariage                                                 | Henri Contet, Marguerite Monnot                  | 4:24 |
| 8.    | La fête continue                                        | Michel Emer                                      | 3:04 |
| 9.    | Le chevalier de Paris                                   | Philippe-Gérard (Philippe Bloch), Angèle Vannier | 3:02 |
| 10.   | C’est un gars                                           | Charles Aznavour, Pierre Roche                   | 3:15 |
| 11.   | Plus bleu que tes yeux                                  | Charles Aznavour                                 | 3:09 |
| 12.   | Je hais les dimanches                                   | Charles Aznavour, Florence Véran (Éliane Meyer)  | 3:19 |
| 13.   | Jezebel                                                 | Charles Aznavour, Wayne Shanklin                 | 3:05 |
| 14.   | Padam, padam                                            | Henri Contet, Norbert Glanzberg                  | 3:14 |
| 15.   | C’est toi                                               | Édith Piaf, Robert Chauvigny                     | 3:40 |
| 16.   | Je t’ai dans la peau                                    | Jacques Pills, Gilbert Bécaud                    | 2:45 |
| 17.   | Elle a dit                                              | Édith Piaf, Gilbert Bécaud                       | 3:47 |
| 18.   | Bravo pour le clown!                                    | Henri Contet, Louiguy                            | 3:03 |
| 19.   | Les croix                                               | Louis Amade, Gilbert Bécaud                      | 3:31 |
| 20.   | Pour qu’elle soit jolie ma chanson (with Jacques Pills) | Édith Piaf, Louiguy                              | 3:29 |
| 61:54 |                                                         |                                                  |      |

## Második CD dalai
| 1.    | Johnny tu n’es pas un ange                    | Francis Lemerque, Les Paul              | 2:09 |
| 2.    | La goualante du pauvre Jean                   | René Rouzmand, Marguerite Monnot        | 2:00 |
| 3.    | Sous le ciel de Paris                         | Hubert Giraud, Jean Dréjac              | 3:22 |
| 4.    | Avec ce soleil                                | Jacques Laure, Philippe Gérard          | 2:21 |
| 5.    | C’est à Hambourg                              | Delécluse Senlis, Marguerite Monnot     | 2:58 |
| 6.    | L’accordéoniste (Live)                        | Michel Emer                             | 3:35 |
| 7.    | L’homme à la moto                             | Jean Dréjac, Mike Stoller, Jerry Leiber | 2:04 |
| 8.    | Les amants d’un jour                          | Delécluse Senlis, Marguerite Monnot     | 3:12 |
| 9.    | Salle d’attente                               | Michel Rivgauche, Marguerite Monnot     | 3:35 |
| 10.   | La Foule                                      | Michel Rivgauche, A. Cabral             | 3:56 |
| 11.   | Mon manège à moi (tu me fais tourner la tête) | Nornert Glanzberg, A. Cabral            | 3:59 |
| 12.   | Milord                                        | George Moustaki, Marguerite Monnot      | 4:29 |
| 13.   | Non, je ne regrette rien                      | Michel Vaucaire, Charles Dumont         | 2:20 |
| 14.   | Les mots d’amour                              | Michel Vaucaire, Charles Dumont         | 3:26 |
| 15.   | Mon Dieu                                      | Michel Vaucaire, Charles Dumont         | 3:24 |
| 16.   | Les amants (with Charles Dumont)              | Édith Piaf, Charles Dumont              | 3:54 |
| 17.   | A quoi ca sert l’amour? (with Theo Sarapo)    | Michel Emer                             | 2:26 |
| 18.   | Le droit d’aimer                              | Robert Nyel, Francis Lai                | 3:33 |
| 19.   | L’homme de Berlin                             | Michel Vendôme, Francis Lai             | 3:00 |
| 20.   | Autumn Leaves (Les feuilles mortes)           | Jacques Prévert, Joseph Kosma           | 3:27 |
| 61:54 |                                               |                                         |      |

## Lásd még
Szerzői közül néhányan (franciául)
- Marguerite Monnot
- Michel Emer (Emer Rosenstein)
- Louiugy (Louis Guglielmi)
- Charles Dumont